# باغ میکائیل

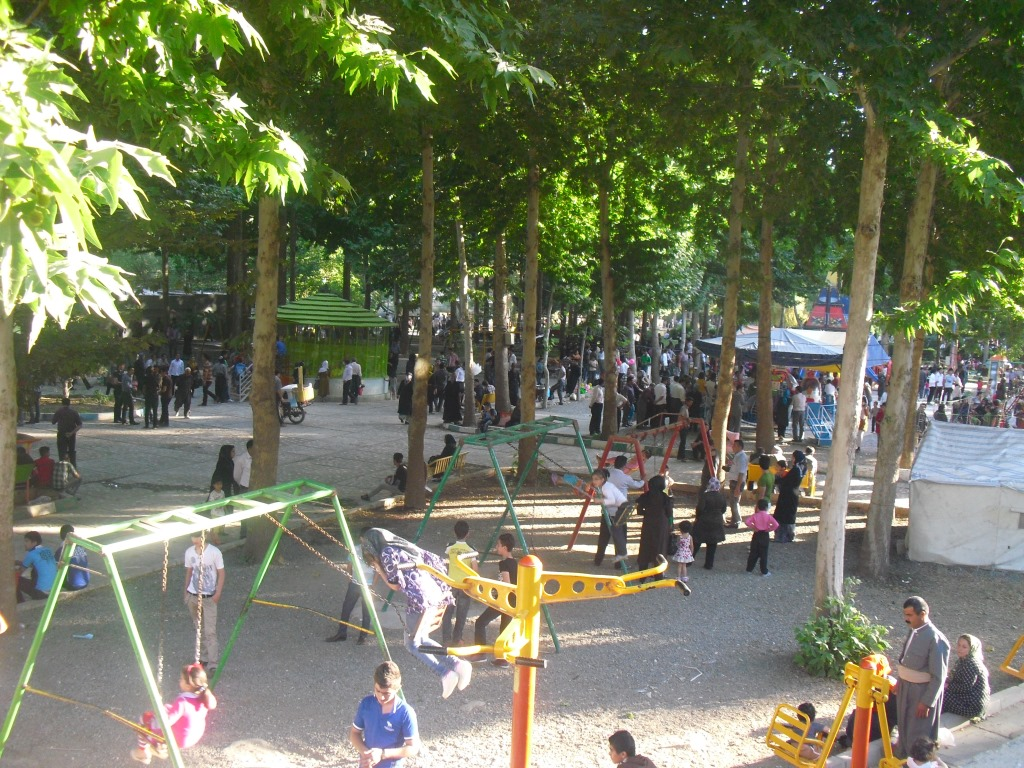
باغ میکائیل یا پارک ملت

باغ میکاییل یا پارک ملت مهاباد یکی از جاذبه‌های گردشگری این شهر است که در کنار دریاچه سد مهاباد و در سمت پایین آن قرار دارد. همچنین رودخانه مهاباد نیز از داخل آن می‌گذرد.
برابر اظهارات روان شاد آقای صالح میکائیلی که از افراد مطلع و تیزذهن مهابادی بودند، این باغ به جد اعلای خاندان آنان، حاجی میکائیل تعلق داشت که فرزند ارشد حاجی میکائیل، به نام ارغوان، آن را به بهای هجده تومان فروخته بود. در یادداشت‌های مرحوم ملا قادر مدرسی آمده‌است: این باغ در گذشته‌های دور ملک طایفهٔ «کائیلی» یا «کائیلیان» بوده، بعد از تبعید این طایفه در عصر صفوی، باغ به تملک دیگران درآمده‌است. در سال ۱۳۳۲ خورشیدی در همین باغ بود که میتینگ حزب توده جریان داشت و در حین تیراندازی هوایی نیروهای نظامی برای متفرق کردن میتینگ بود که حسن رمضانی در بالای درخت مورد هدف قرار گرفت و کشته شد. امروزه قسمت‌هایی از آن برجای مانده و «پارک ملت» نام گرفته‌است.